# Bishnupur (ciutat)
Bishnupur (bengali বিষ্ণুপুর) és una ciutat i municipalitat de Bengala Occidental, districte de Bankura, Índia. És capital d'una subdisió del districte. Es troba a 23° 05′ N, 87° 19′ E / 23.08°N,87.32°E i té una població de 61.943 habitants (2001).

## Història
Del segle viii al començament del segle xviii fou un regne regit per un raja. Després va esdevenir zamindari; va passar als britànics el 1760 i el 1835 les terres s'havien venut en la seva major part. Els famosos temples de terracota de la ciutat es van construir durant el regne de Malla o Mallabhum. El 1863 fou declarada municipalitat.

## Temples i altres llocs
Els temples estan coberts de rajoles amb escenes epiques del Mahabharata. Els principals tant a Bishnupur com a la rodalia són
[[Fitxer:Rasmancha, Bishnupur,Bankura,West Bengal,India.jpg|miniatura|Rasmancha, Bishnupur,Bankura,West Bengal,India]]
- Rasmancha: el més vell (segle xvi)
- Jorebangla, Temple de Keshta Rai (segle xvii)
- Nandalal
- Radhamadhab
- Kalachand
- Radhagovinda
- Sarbamangala
- Pancha Ratna, Temple de Shyam Rai (1643)
- Krishna-Valaram
- Mrinmayee
- Radhashyam
- Jor Bangla
- Radha Laljiu
- Madanmohan
- Madanmohan
- Malleswar
- Sanreswar
- Radhalaljiu
- Madangopal
- Chhinnamasta
- Dalmadal Caman
- Lalgarh
- Lalbandh
- Museu d'Acharya Jogeshchandra
- Gumgarh
- Pathar Darwaja
- Garh Darwaja
- Stone Chariot
- Nutan Mahal
- Lloc de naixement de Shrinibas Acharya
- Escola de música Bishnupur Gharana (establerta el 1730)